# Mario Ludovico Bergara
Mario Bergara, vollständiger Name Mario Ludovico Bergara, (* 1. Dezember 1937 in Montevideo; † 28. Februar 2001) war ein uruguayischer Fußballspieler.

## Spielerlaufbahn

### Verein
Der 1,72 Meter große, Mariolo genannte Offensivakteur Bergara spielte mindestens von 1956 bis 1957 und von 1959 bis 1960 in Montevideo für Racing in der Primera División. Dort war er herausragender Spieler des Teams.  Er gehörte sodann in den Jahren 1961 bis 1967 dem Kader Nacionals an. Mit der Verpflichtung Zezé Moreiras als Trainer erlebte Bergara ab 1963 dort auch seine beste Karrierephase. 1963 und 1966 gewann er mit den Bolsos jeweils die uruguayische Meisterschaft. 1964 steht für Nacional die Teilnahme an den Finalspielen der Copa Campeones de América zu Buche, in denen der uruguayische Klub dem argentinischen Vertreter Independiente letztlich die Trophäe überlassen musste. Bergara wirkte im Finalhinspiel von Beginn an mit. Am Ende seiner Karriere war er auch noch von 1967 bis 1968 für die Montevideo Wanderers aktiv. Dort war er in den beiden Zweitligaspielzeiten, in denen der Verein knapp am Aufstieg scheiterte, neben Julio Toja prägende Figur des Spiels der Montevideaner. 1968 kehrte er dann nochmal für zwei Jahre zu Racing zurück. Zu jener Zeit nahm er sein Studium an der Universität wieder auf. Nach der Karriere wirkte er zu Zeiten des Präsidenten Dante Iocco im Finanzausschuss Nacionals.

### Nationalmannschaft
Bergara war auch Mitglied der A-Nationalmannschaft Uruguays, für die er zwischen dem 7. Dezember 1959 und dem 4. Dezember 1965 15 Länderspiele absolvierte. Dabei schoss er sechs Länderspieltore. Mit der Celeste nahm er 1959 an der zweiten Ausspielung der Südamerikameisterschaft im Dezember jenes Jahres in Ecuador teil, bei der er in vier Begegnungen zum Titelgewinn der Uruguayer beitrug. Mit den vier dabei von Bergara erzielten Treffern war er der erfolgreichste uruguayische Torschütze des Turniers. Auch an der Weltmeisterschaft 1962 wirkte er auf uruguayischer Seite mit. Dort kam er im mit 1:3 verlorenen Gruppenspielen gegen Jugoslawien zum Einsatz.

### Erfolge
- Südamerikameister 1959
- 2× Uruguayischer Meister 1963, 1966